# سیارک ۲۵۸۳۴
سیارک ۲۵۸۳۴ (به انگلیسی: 25834 Vechinski، نامگذاری:2000EN19)۲۵۸۳۴مین سیارک کشف شده‌است که در ۰۵ مارس ۲۰۰۰ کشف شد.